# ميتسوهيرو تودا
ميتسوهيرو تودا (باليابانية: 戸田 光洋) (10 سبتمبر 1977 في مياكونوجو في اليابان – )؛ هو لاعب كرة قدم ياباني سابق كان يلعب كمهاجم.

## وصلات خارجية
- ميتسوهيرو تودا على موقع رابطة كرة القدم اليابانية للمحترفين (اليابانية)
- ميتسوهيرو تودا على موقع قاعدة بيانات كرة القدم.إي يو (الإنجليزية)
- ميتسوهيرو تودا على موقع Soccerway.com (الإنجليزية)
- ميتسوهيرو تودا على موقع عالم كرة القدم.نت (الإنجليزية)